# 格利高里角

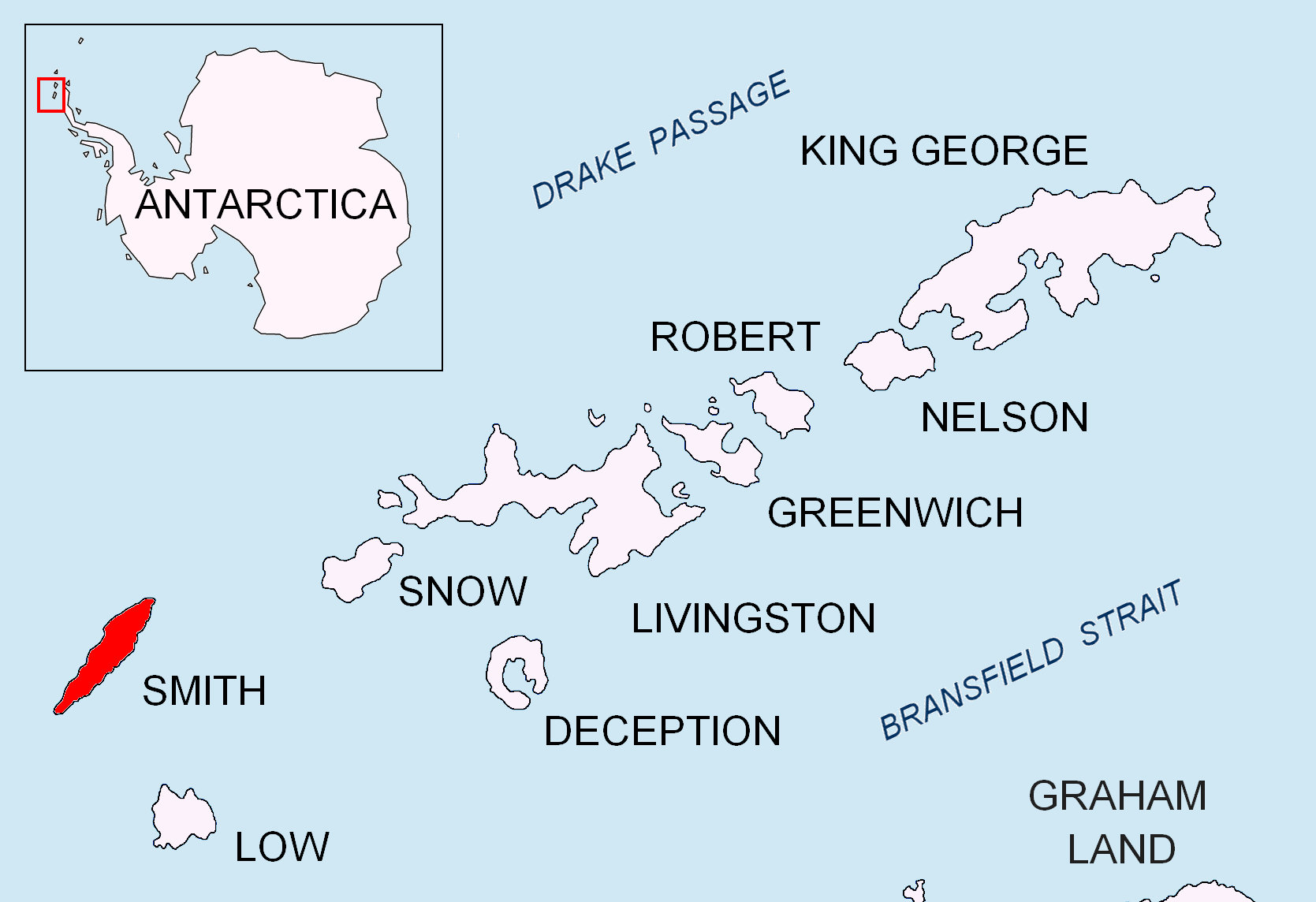

格利高里角（英語：Gregory Point）是南極洲的海岬，位於南設得蘭群島的史密斯島，處於史密斯角西南面12.85公里、皮斯加山西北面3.9公里、馬爾克利角東北面2公里。

## 外部連結
- SCAR Composite Antarctic Gazetteer（页面存档备份，存于）

62°55′11″S 62°31′55″W / 62.91972°S 62.53194°W